# Jardín Botánico Tropical de Nong Nooch

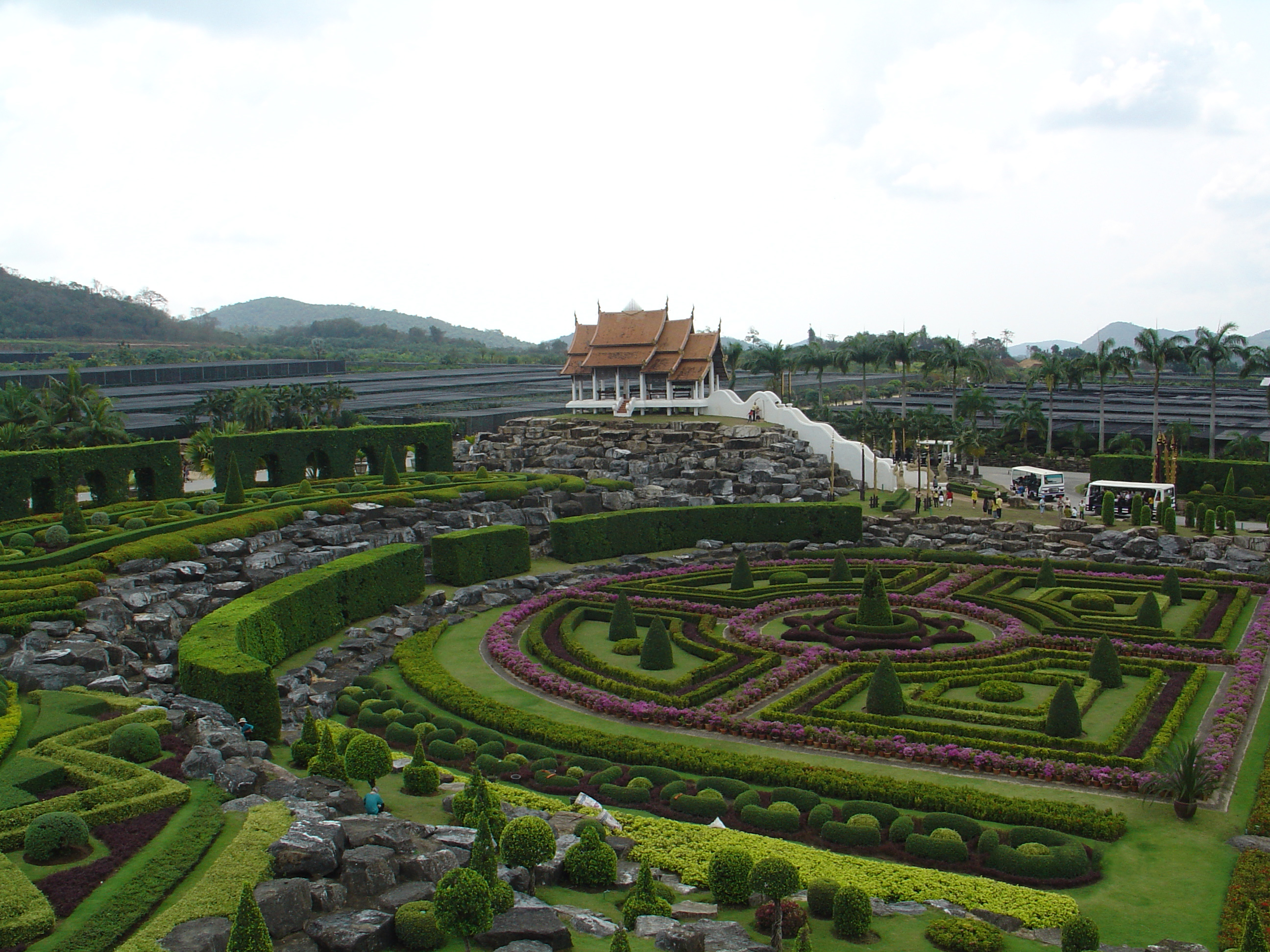
El Jardín Botánico Tropical de Nong Nooch.

El Jardín Botánico Tropical de Nong Nooch es un jardín botánico de 200,94 hectáreas (500 acres) de extensión y una atracción turística situado en el kilómetro 163 de Sukhumvit Road en la Provincia de Chon Buri, Tailandia. Es miembro del BGCI. Su código de identificación internacional como institución botánica es NONGN.

## Localización
Nong Nooch Tropical Botanical Garden, 34/1 Sukhumvit Hgw, Najomtien, Sattahip 20250, Chonburi, Tailandia.12°46′0″N 100°56′0″E / 12.76667, 100.93333
- Altitud: 5.00 m s. n. m.

## Historia
El señor Pisit y la señora Nongnooch Tansacha compraron en 1954 una finca de 600 acres, con la intención de cultivarla como una plantación de árboles frutales. Sin embargo los propietarios decidieron poco más tarde dedicarla a una plantación de especies de plantas nativas, como un proyecto de conservación biológica. 
El jardín botánico abrió al público en 1980, y fue nombrado « Suan Nong Nooch » en honor de la señora Nongnooch, (la palabra "Suan" significa jardín) y la gerencia del jardín fue transferida en el 2001 a Kampon Tansacha, hijo de Pisit y Nongnooch. El jardín consta actualmente de 500 acres de los 600 de la finca inicial.

## Colecciones
El jardín botánico alberga una 15.818 accesiones de plantas, siendo de destacar :
- Jardín Francés
- Jardín Europeo
- Jardín de Stonehenge
- Jardín de Cactus, entre los que destacan el Kroenleinia grusonii (cactus dorado mexicano de barril), Echinopsis, Lobivia
- Jardín de Variedades de Plantas, con Wrightia tomentosa, Bougainvillea, Hoya, Cordyline, Croton, Marantaceae, Canna, Passiflora, Adelfa, Plumeria, plantas de Nueva Caledonia
- Cycas, con una colección de especies de cycas del sureste de Asia, la América Tropical y África Central.
- Palmetum
- Suculentas, con especies de Agaves, Euphorbias de Madagascar, Pachypodium
- Colección de Zingiberales, Heliconia, Ginger, Alpinia

## Actividades
Entre las actividades de tipo científico son de destacar :
- Conservación Ex Situ de plantas
- Programas de reintroducción de plantas
- Programas de investigación
- Banco de germoplasma
- Banco de datos de las plantas
- Desarrollo de estudios ecológicos
- Conservación de ecosistemas
- Exploraciones
- Florística
- Horticultura
- Sistemática y Taxonomía de las Plantas
- Medioambiente Urbano

Entre las actividades de tipo lúdico que los visitantes pueden experimentar :
Además de examinar la fauna, los turistas experimentan ceremonias religiosas, las demostraciones de artes marciales, masajes, y exhibiciones de elefantes. Hay también dos restaurantes, un pequeño parque zoológico, un hotel con piscina y casas de alquiler del estilo tailandés.